# Henry Petty-FitzMaurice, IV marchese di Lansdowne
Henry Thomas Petty-FitzMaurice, IV marchese di Lansdowne (Londra, 7 gennaio 1816 – Londra, 5 luglio 1866), è stato un nobile e politico inglese.

## Biografia
Era il secondo figlio di Henry Petty-Fitzmaurice, III marchese di Lansdowne, e di sua moglie, Lady Louisa Fox-Strangways, figlia di Henry Fox-Strangways, II conte di Ilchester. Studiò alla Westminster School e al Trinity College di Cambridge.

## Carriera politica
Nel 1837 entrò nella Camera dei comuni, come deputato per Calne. Ha servito sotto Lord John Russell come un Lord del Tesoro (1847-1848). Nel 1856 entrò nella Camera dei lord con il titolo di barone di Wycombe ed è stato Sottosegretario di Stato per gli Affari Esteri sotto Lord Palmerston, carica che mantenne fino al 1858. Alla morte del padre nel 1863, Lord Shelburne successe ai suoi titoli e, nel 1864, venne nominato Cavaliere della Giarrettiera.

## Matrimonio
Sposò, il 18 agosto 1840 a Wilton, Lady Georgiana Herbert (1817-1841), figlia di George Herbert, XI conte di Pembroke e di Ekaterina Vorontsova. Non ebbero figli.
Sposò, il 1º novembre 1843, Emily Jane de Flahaut, baronessa Nairne (16 maggio 1819-26 giugno 1895), figlia di Charles Joseph, conte de Flahaut. Ebbero tre figli:
- Henry Petty-Fitzmaurice, V marchese di Lansdowne (1845–1927);
- Edmond Petty-Fitzmaurice, I barone Fitzmaurice (1846–1935);
- Lady Emily Louisa Anne (1855–1939), sposò Everard Digby, ebbero tre figli.

## Morte
Morì il 5 luglio 1866 a Lansdowne House a causa di una paralisi. Fu sepolto a Bowood House.

## Ascendenza
|                                                    |                                              |                                           | Genitori                             |  |  | Nonni |  |  | Bisnonni                         |  |  | Trisnonni                            |  |
|                                                    |                                              |                                           |                                      |  |  |       |  |  | John Petty, I conte di Shelburne |  |  | Thomas FitzMaurice, I conte di Kerry |  |
|                                                    |                                              |                                           |                                      |  |  |       |  |  | John Petty, I conte di Shelburne |  |  | Thomas FitzMaurice, I conte di Kerry |  |
|                                                    |                                              | Anne Petty                                |                                      |  |  |       |  |  | John Petty, I conte di Shelburne |  |  |                                      |  |
| William Petty, I marchese di Lansdowne             |                                              |                                           |                                      |  |  |       |  |  | John Petty, I conte di Shelburne |  |  |                                      |  |
|                                                    |                                              | Mary FitzMaurice                          | hon. William FitzMaurice             |  |  |       |  |  |                                  |  |  |                                      |  |
|                                                    |                                              | Mary FitzMaurice                          | hon. William FitzMaurice             |  |  |       |  |  |                                  |  |  |                                      |  |
|                                                    |                                              | Mary FitzMaurice                          | Deborah Brookes                      |  |  |       |  |  |                                  |  |  |                                      |  |
| Henry Petty-Fitzmaurice, III marchese di Lansdowne |                                              | Mary FitzMaurice                          |                                      |  |  |       |  |  |                                  |  |  |                                      |  |
|                                                    |                                              | John FitzPatrick, I conte di Upper Ossory | Richard FitzPatrick, I barone Gowran |  |  |       |  |  |                                  |  |  |                                      |  |
|                                                    |                                              | John FitzPatrick, I conte di Upper Ossory | Richard FitzPatrick, I barone Gowran |  |  |       |  |  |                                  |  |  |                                      |  |
|                                                    |                                              | John FitzPatrick, I conte di Upper Ossory | Anne Robinson                        |  |  |       |  |  |                                  |  |  |                                      |  |
| lady Louisa FitzPatrick                            |                                              | John FitzPatrick, I conte di Upper Ossory |                                      |  |  |       |  |  |                                  |  |  |                                      |  |
|                                                    |                                              | lady Evelyn Leveson-Gower                 | John Leveson-Gower, I conte Gower    |  |  |       |  |  |                                  |  |  |                                      |  |
|                                                    |                                              | lady Evelyn Leveson-Gower                 | John Leveson-Gower, I conte Gower    |  |  |       |  |  |                                  |  |  |                                      |  |
|                                                    |                                              | lady Evelyn Leveson-Gower                 | lady Evelyn Pierrepont               |  |  |       |  |  |                                  |  |  |                                      |  |
| Henry Petty-FitzMaurice, IV marchese di Lansdowne  |                                              | lady Evelyn Leveson-Gower                 |                                      |  |  |       |  |  |                                  |  |  |                                      |  |
|                                                    | Stephen Fox-Strangways, I conte di Ilchester | sir Stephen Fox                           |                                      |  |  |       |  |  |                                  |  |  |                                      |  |
|                                                    | Stephen Fox-Strangways, I conte di Ilchester | sir Stephen Fox                           |                                      |  |  |       |  |  |                                  |  |  |                                      |  |
|                                                    | Stephen Fox-Strangways, I conte di Ilchester | Christiana Hope                           |                                      |  |  |       |  |  |                                  |  |  |                                      |  |
| Henry Fox-Strangways, II conte di Ilchester        | Stephen Fox-Strangways, I conte di Ilchester |                                           |                                      |  |  |       |  |  |                                  |  |  |                                      |  |
|                                                    |                                              | Elizabeth Horner                          | Thomas Horner                        |  |  |       |  |  |                                  |  |  |                                      |  |
|                                                    |                                              | Elizabeth Horner                          | Thomas Horner                        |  |  |       |  |  |                                  |  |  |                                      |  |
|                                                    |                                              | Elizabeth Horner                          | Susanna Strangways                   |  |  |       |  |  |                                  |  |  |                                      |  |
| lady Louisa Fox-Strangways                         |                                              | Elizabeth Horner                          |                                      |  |  |       |  |  |                                  |  |  |                                      |  |
|                                                    |                                              | Standish O'Grady                          | Standish O'Grady                     |  |  |       |  |  |                                  |  |  |                                      |  |
|                                                    |                                              | Standish O'Grady                          | Standish O'Grady                     |  |  |       |  |  |                                  |  |  |                                      |  |
|                                                    |                                              | Standish O'Grady                          | Anne Bettesworth                     |  |  |       |  |  |                                  |  |  |                                      |  |
| Mary Theresa O'Grady                               |                                              | Standish O'Grady                          |                                      |  |  |       |  |  |                                  |  |  |                                      |  |
|                                                    |                                              | Mary Hungerford                           | Richard Hungerford                   |  |  |       |  |  |                                  |  |  |                                      |  |
|                                                    |                                              | Mary Hungerford                           | Richard Hungerford                   |  |  |       |  |  |                                  |  |  |                                      |  |
|                                                    |                                              | Mary Hungerford                           | Rachel Knowles                       |  |  |       |  |  |                                  |  |  |                                      |  |
|                                                    |                                              | Mary Hungerford                           |                                      |  |  |       |  |  |                                  |  |  |                                      |  |